# Franziskanerbasilika (Krakau)

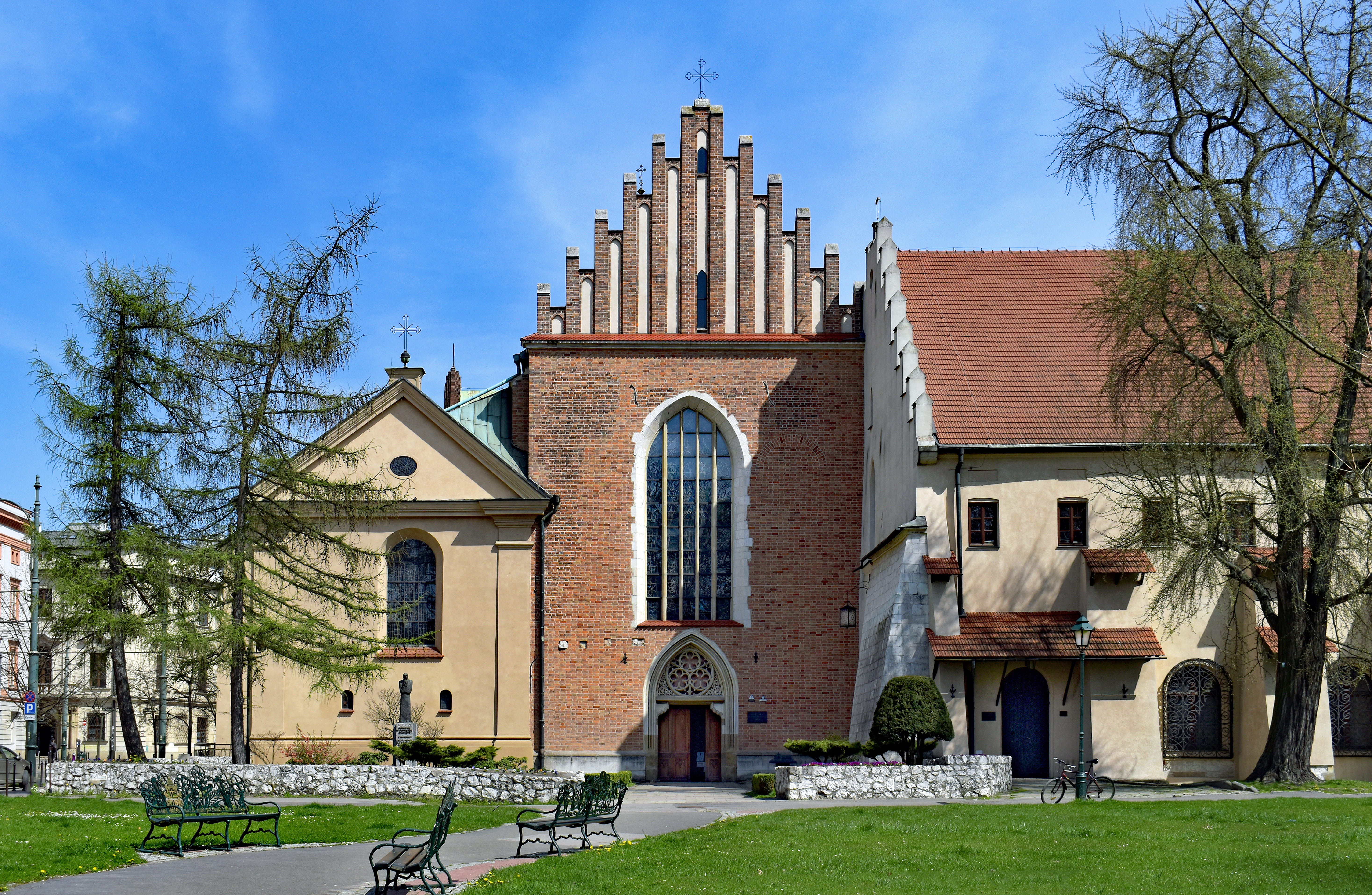
Franziskanerkirche

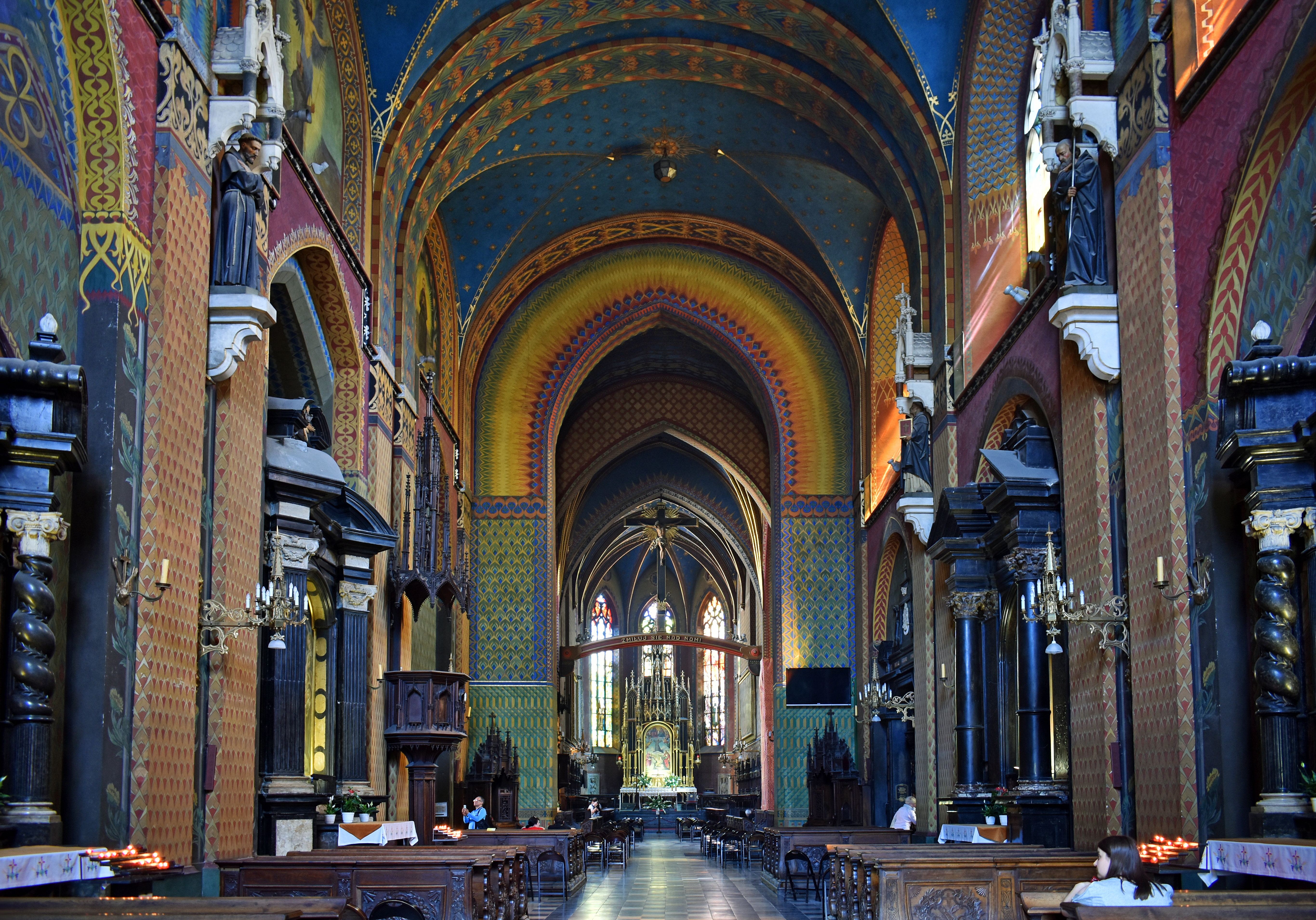
Innenansicht (Hauptschiff)

Die Kirche St. Franziskus von Assisi (polnisch Kościół św. Franciszka z Asyżu) wurde nach dem heiligen Franz von Assisi benannt und zusammen mit dem angrenzenden Franziskanerkloster befindet sie sich in Krakau auf der Franziskanerstraße 2. Die Kirche gehört zu den ältesten gotischen Kirchen in Krakau, ihr wurde im Jahre 1920 der Titel einer Basilica minor verliehen. Die Kirche liegt am kleinpolnischen Abschnitt des Jakobsweges von Sandomierz nach Tyniec.

## Geschichte
Im Jahr 1237 brachte Herzog Heinrich der Fromme die Franziskaner von Prag nach Krakau. Der Gründer der Kirche war Herzog Boleslaw V. („der Keusche“), der dort zusammen mit seiner Schwester begraben wurde. Die Weihe der Kirche erfolgte im Jahre 1249. In der ersten Hälfte des 15. Jahrhunderts wurde die Kirche erheblich erweitert. Im Jahr 1563 wurde der Glockenturm (Bracka-Turm) errichtet. Der Glockenturm wurde 1816 abgerissen (nach einer Anekdote, weil der preußische Resident in Krakau wegen des Glockenklangs nicht schlafen konnte). Ebenfalls 1816 wurde die Mauer rund um den alten Friedhof abgerissen. Das größte Unglück für die Kirche war ein Brand im Jahre 1850.

## Beschreibung
Die Franziskanerkirche ist ein Bau der Backsteingotik und gliedert sich in Chorraum, Querschiff, Langhaus und mehreren Kapellen. Besonders hervorzuheben ist die polychrome Glasmalerei. Die Malereien im Chor und Querschiff wurden von Stanisław Wyspiański (1869–1907) geschaffen. Das Hauptwerk in dieser Kirche ist das Farbglasfenster „Gott Vater – Werde!“ über dem Haupteingang zur Kirche, es zeigt Gott den Vater im Augenblick der Schöpfung der Welt. Im Altarraum sind auch Glasmalereien von Wyspiański zu sehen: sl. Salome und hl. Franziskus.
Die Kirche hat drei Kapellen: Kapelle der seligen Salome, Kapelle der Passion Christi und die Kapelle der Mutter Gottes. In der Passionskapelle steht eine Christus-Statue und die Wände sind mit Kreuzwegstationen ausgemalt, eine Arbeit von Józef Mehoffer. Hier befindet sich auch das Grab der seligen Aniela Salawa (1881–1922), die im Jahre 1991 von Papst Johannes Paul II. seliggesprochen wurde. In dieser Kapelle befindet sich auch eine Kopie des Turiner Grabtuchs. In der Kapelle der seligen Salome befindet sich ein Marmor-Altar mit Alabaster-Statuen aus dem 17. Jahrhundert. In einer Nische neben dem Altar steht der Sarg mit den Gebeinen des Herzogs Bolesław der Keusche. In der dritten Kapelle Unserer Lieben Frau der Schmerzen befindet sich ein Bild der Schmerzensmutter, das seit Jahrhunderten von den Menschen in Krakau verehrt wird, es wurde im Jahr 1908 von Papst Pius X. gekrönt.
In den Kreuzgängen der Kirche befindet sich eine Galerie von Porträts der Bischöfe von Krakau.
Die berühmtesten Bewohner des Franziskanerklosters waren: Benedikt der Pole, hl. Rafał Chyliński, hl. Józef Sebastian Pelczar und der hl. Maksymilian Maria Kolbe. Vor der Kirche steht ein Denkmal des Kardinals Adam Stefan Sapieha (1867–1951), der geistliche Führer des polnischen Volkes während des Zweiten Weltkriegs und während der Zeit des Stalinismus.

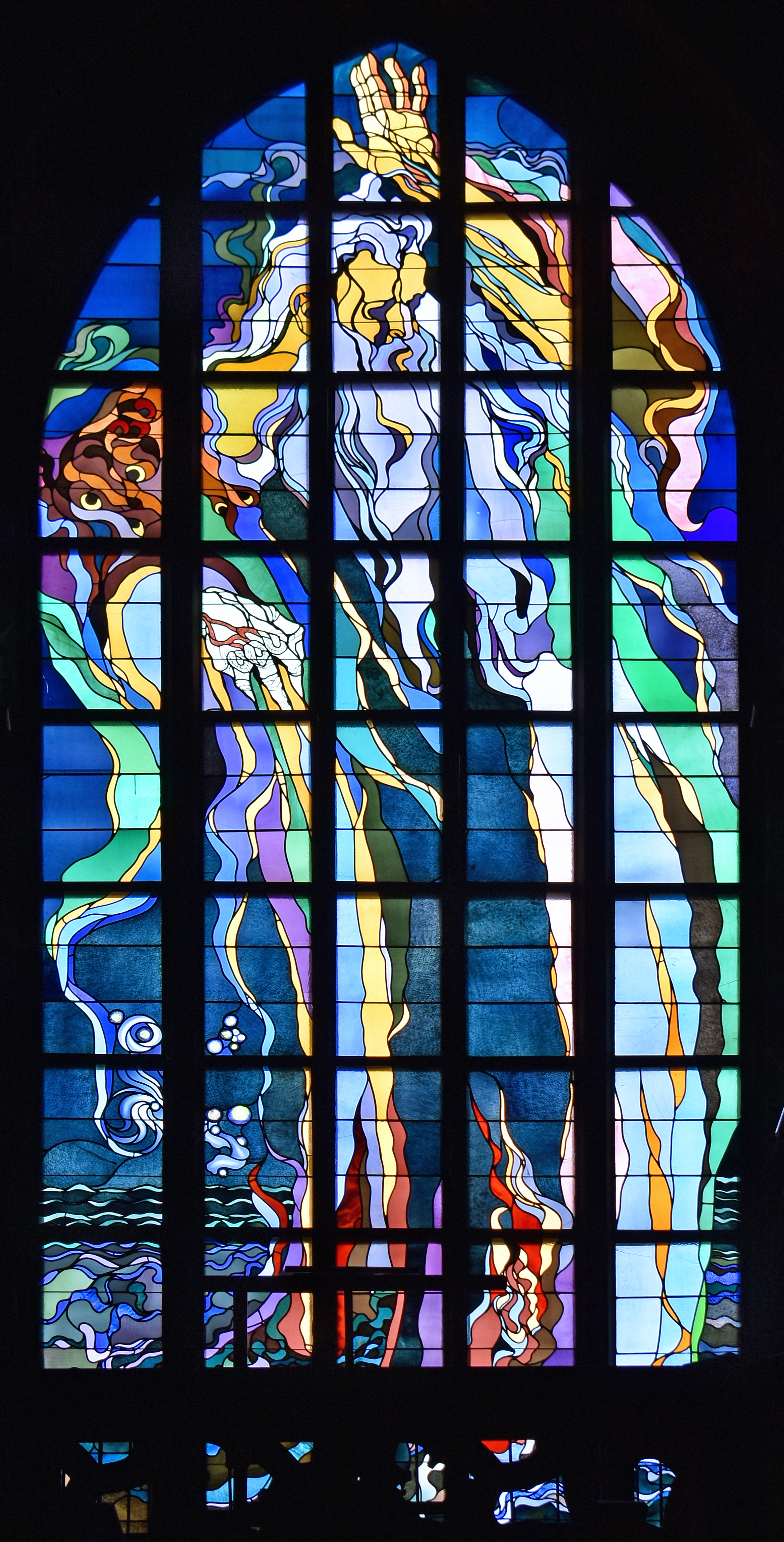
Glasfenster („Gott Vater – Werde“) von Wyspiański in der Franziskanerkirche
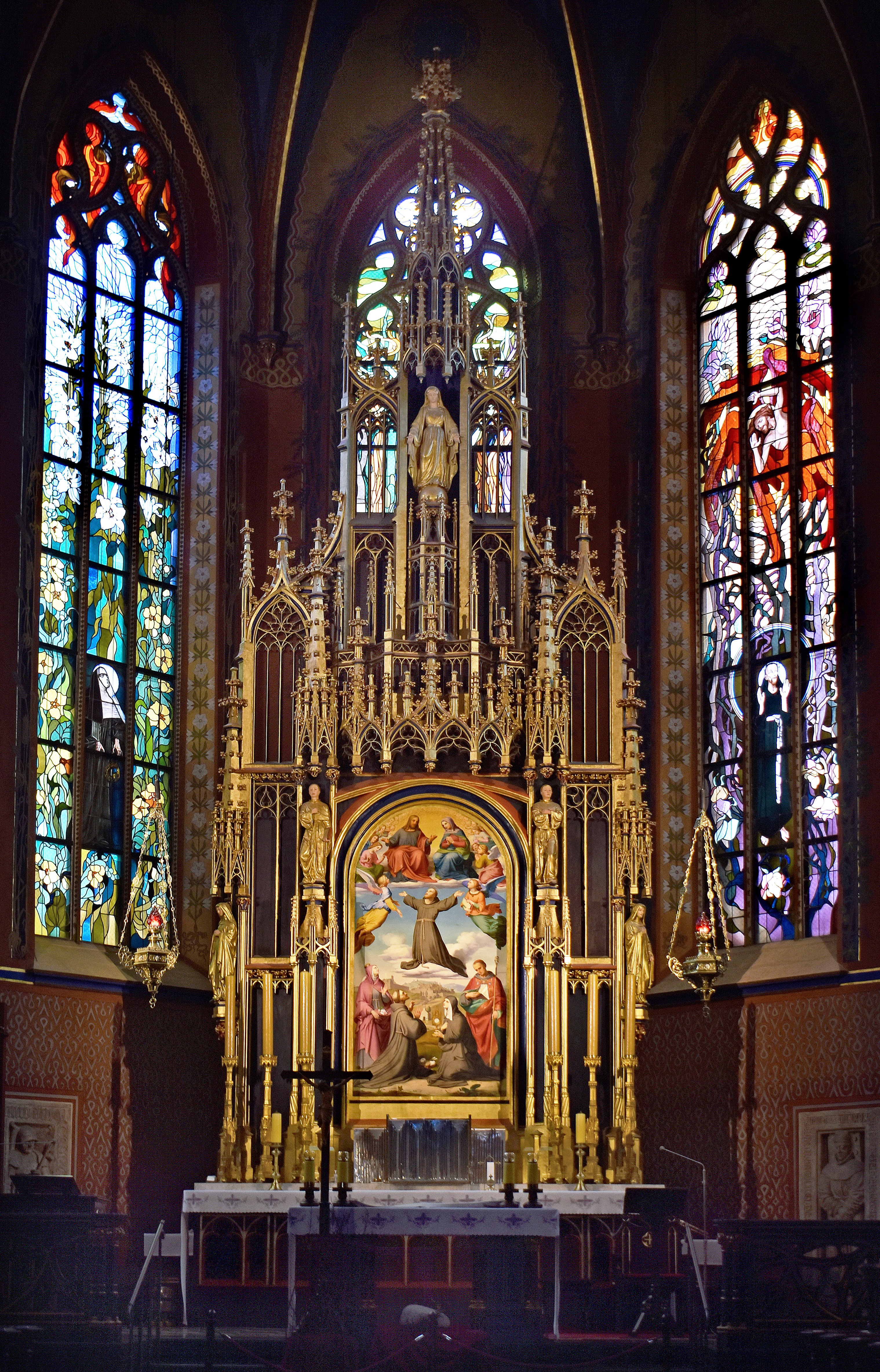
Glasfenster von Wyspiański und der Hauptaltar im Presbyterium
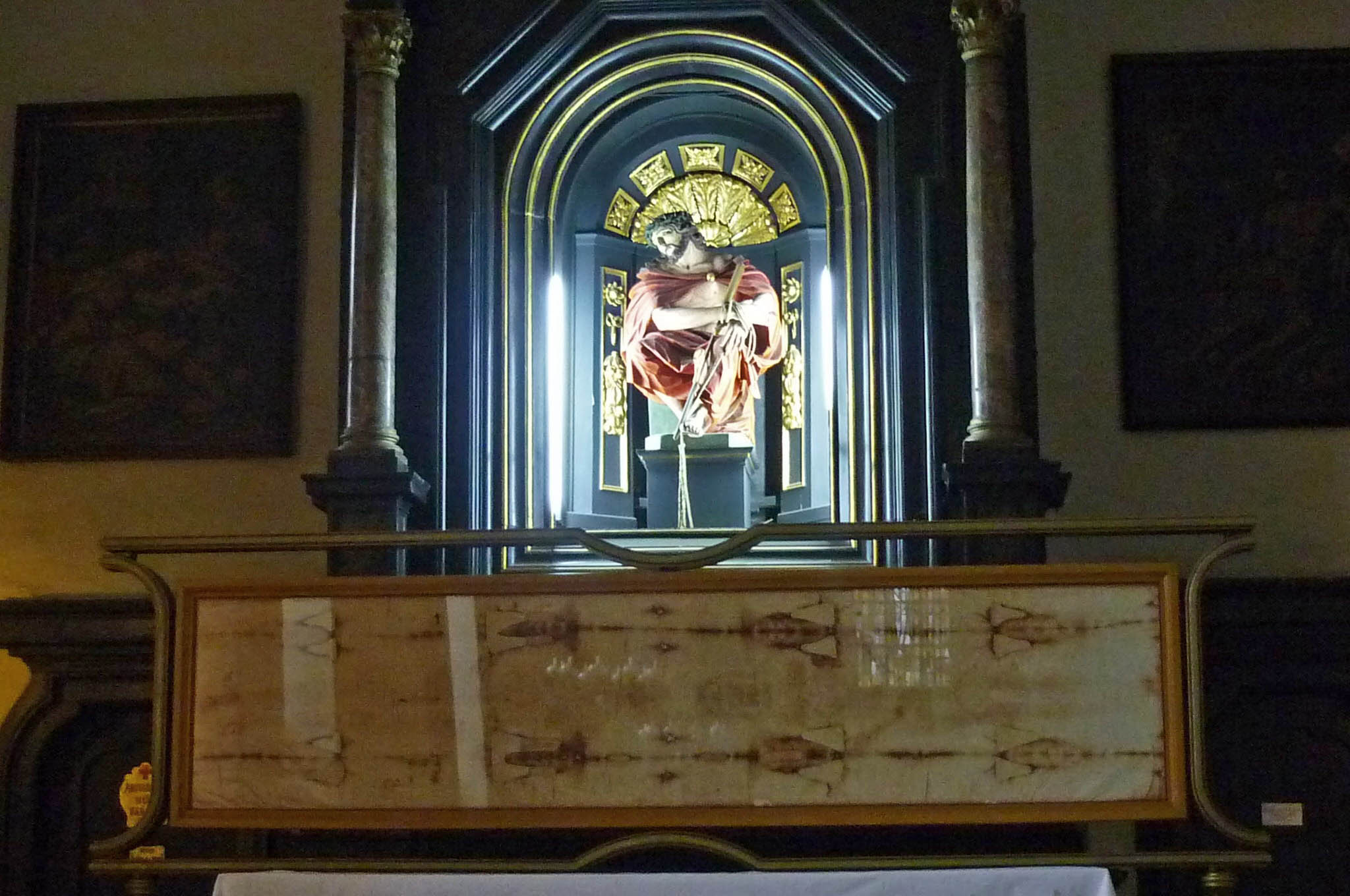
Passionskapelle der Franziskanerkirche mit Kopie des Turiner Grabtuchs
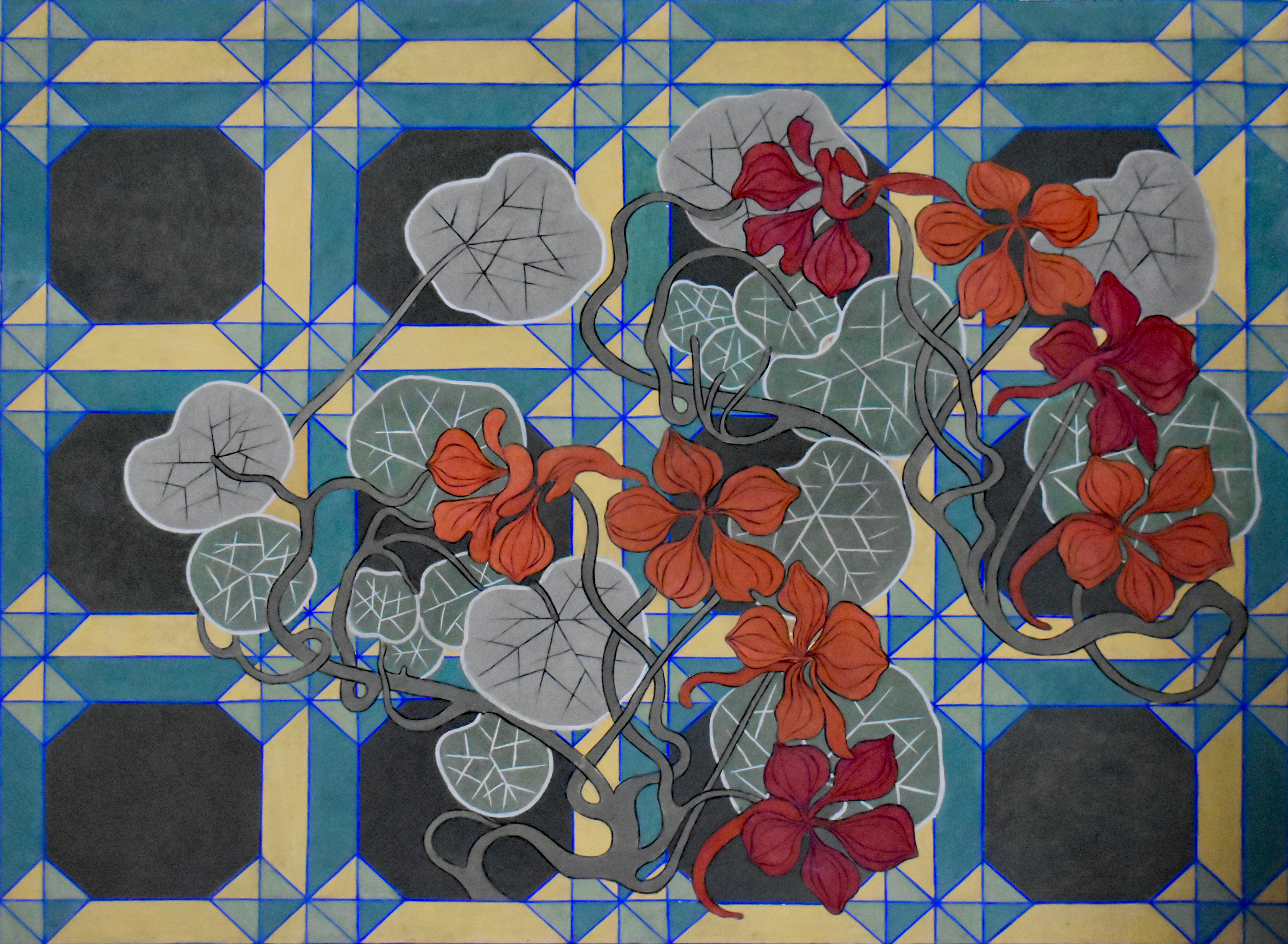
Polychromes von Wyspiański-Detail
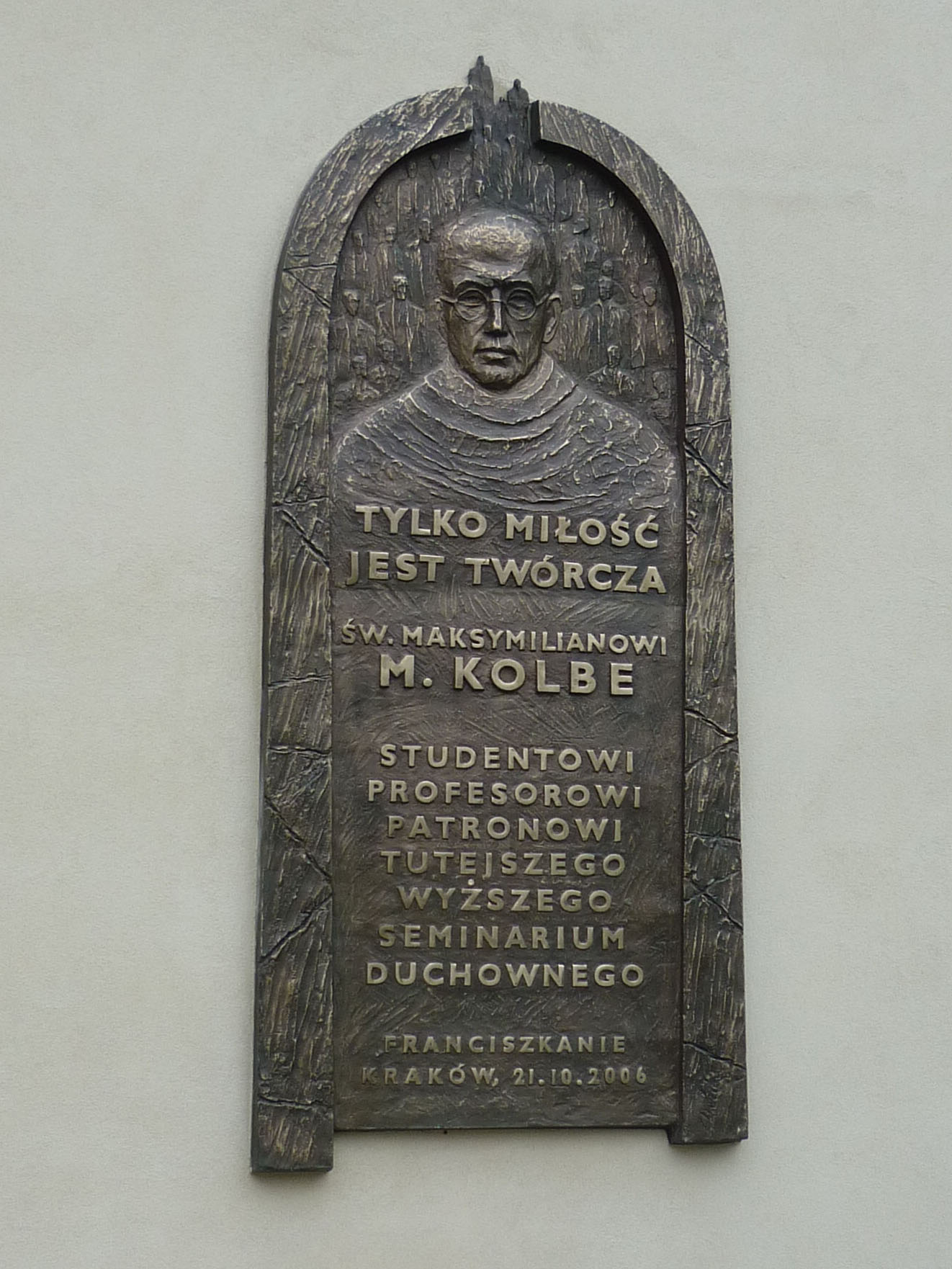
Gedenktafel für Pater Maximilian Kolbe am Franziskanerkloster in Krakau